# Lyaketag
Lyaketag (azerbajdzjanska: Ləkətağ) är en ort i Azerbajdzjan.   Den ligger i distriktet Nachitjevan, i den sydvästra delen av landet, 400 km väster om huvudstaden Baku. Lyaketag ligger 1 712 meter över havet och antalet invånare är 428.
Terrängen runt Lyaketag är kuperad åt sydväst, men åt nordost är den bergig. Lyaketag ligger nere i en dal. Runt Lyaketag är det ganska glesbefolkat, med 25 invånare per kvadratkilometer.. Närmaste större samhälle är Tivi, 18,9 km söder om Lyaketag. 
Trakten runt Lyaketag består i huvudsak av gräsmarker.